# جوفان لوتشيتش
جوفان لوتشيتش هو لاعب كرة قدم ولاعب هوكي الجليد صربي في مركز حراسة المرمى، ولد في 26 مايو 1987 في فانكوفر في كندا. لعب مع راد بيوغراد ونادي العقبان البيضاء الصربية.

## وصلات خارجية
- جوفان لوتشيتش على موقع قاعدة بيانات كرة القدم.إي يو (الإنجليزية)
- جوفان لوتشيتش على موقع Soccerway.com (الإنجليزية)
- جوفان لوتشيتش على موقع EliteProspects.com (الإنجليزية)